# Близнята (сузір'я)
Близня́та (лат. Gemini) — це одне з 12 зодіакальних сузір’їв, яке розташоване на північному небі. Його можна побачити взимку та навесні, особливо добре в північній півкулі. Це сузір’я було описане ще в II столітті нашої ери давньогрецьким астрономом Клавдієм Птолемеєм, і з тих пір залишається частиною офіційного списку 88 сучасних сузір’їв. Свою назву Близнята отримали від латинського слова Gemini, що означає «близнюки». Це пов’язано з давньогрецьким міфом про братів Кастора та Полідевка (Поллукса).
Це сузір’я містить дві яскраві зорі — Поллукс і Кастор. Також у сузір’ї Близнят можна знайти цікаві астрономічні об’єкти, наприклад, розсіяне зоряне скупчення M35. Це скупчення містить сотні зір і добре помітне навіть у невеликий телескоп. Символ цього сузір’я — ♊︎, і він часто використовується в астрології, оскільки Близнята є одним зі знаків зодіаку.

## Міфологія
У вавилонській астрономії зорі Кастор і Полідевк були відомі як «Великі Близнюки» і вважалися малими божествами. Вони носили імена Мешламтеа та Лугалірра, що перекладаються як «Той, хто піднявся з Підземного світу» та «Могутній цар». Обидва ці титули пов’язані з Нергалом — вавилонським богом чуми, війни та володарем Підземного царства. Це вказує на те, що Близнюки могли мати особливе значення у релігійних віруваннях стародавніх мешканців Месопотамії.
У грецькій міфології сузір’я Близнята пов’язане з легендою про Кастора і Полідевка — братів-героїв, які входили до складу аргонавтів. Вони були синами Леди, але мали різних батьків: Кастор був смертним сином спартанського царя Тіндарея, а Полідевк — безсмертним сином Зевса, який спокусив Леду. Попри свою різну природу, брати були нерозлучними та вважалися покровителями воїнів і моряків. Кастора і Полідевка також пов’язували з цікавим природним явищем — вогнями святого Ельма. Це світіння електричних розрядів, яке іноді з’являється на щоглах кораблів під час грози. Давні моряки вважали його доброю ознакою, що символізувала захист і благословення Близнят. Згідно з міфом, коли смертний Кастор загинув, Полідевк не зміг змиритися з втратою брата і благав Зевса зробити його теж смертним або повернути Кастора до життя. Зевс вирішив об’єднати їх у небесах, зробивши сузір’ям, яке тепер відоме як Близнята.

## Розташування та час спостереження
Сузір'я Близнят займає площу 514 квадратних градусів, що робить його 30-м за величиною на небі. Воно розташоване в другому квадранті північної півкулі. Щоб знайти Близнят , спочатку зверніть увагу на сузір'я Оріона. Потім проведіть лінію від пояса Оріона через зорю Рігель (права нога Оріона, яка є найяскравішою зорею в цьому сузір'ї) і направляйтесь до Бетельгейзе (ліва рука Оріона). Продовжуючи цю лінію, ви незабаром побачите дві яскраві зорі — Кастора та Поллукса, які є головними зорям Близнюків. Сузір'я Близнюків оточене іншими цікавими сузір'ями, такими як Телець, Оріон, Малий Пес, Рак.
Найкращий час для спостереження за зорями Близнят  — це січень, лютий і березень. У цей період сузір'я вже високо піднімається на сході ввечері. На початку лютого Близнята досягають найбільшої висоти в небі близько 10 вечора за місцевим часом, а на кінці лютого — близько 9 вечора. Близнята залишаються видимими на вечірньому небі до травня. Наприкінці травня та червня їх можна знайти низько на заході, коли Сонце заходить, а Кастор і Поллукс зникають за горизонтом перед літнім сонцестоянням 21 червня. Сонце проходить через сузір'я Близнят щорічно з 21 червня до 20 липня.

## Зорі
У сузір’ї Близнята можна знайти 85 зір, які видно неозброєним оком у ясну ніч. Найяскравішою зорею цього сузір’я є Полідевк (β Близнят), а другою за яскравістю — Кастор (α Близнят). Цікаво, що Кастор, попри меншу яскравість, отримав позначення «Альфа» за класифікацією німецького астронома Йоганна Байєра, який у 1603 році складав зоряний каталог. Це сталося через невелику помилку: Байєр неправильно оцінив яскравість зір і поставив Кастора на перше місце в сузір’ї. Насправді Полідевк трохи яскравіший.
В списку наведені деякі зорі до приблизно п'ятої зоряної величини:

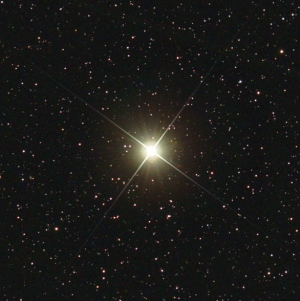
Зоря Поллукс

1. Розташування зір у сузір'ї БлизнятЗоря ПоллуксПолідевк, Поллукс (β Близнят) — найяскравіша зоря в сузір'ї Близнята та одна з найяскравіших зір нічного неба. На відміну від багатьох подібних зір, магнітне поле цієї зорі дуже слабке, що робить Поллукс особливим об’єктом для астрономічних досліджень, а також навколо нього обертається екзопланета. Поллукс також є 17-ю за яскравістю зорею в нічному небі Землі з видимою величиною близько 1.16, тому її легко побачити неозброєним оком. Зорі також відома під позначенням HD 62509 у каталозі зір Генрі Дрейпера (HD) та знаходиться на відстані приблизно 34 світлових років від Сонячної системи[15].Сузір'я Близнят, яким його можна побачити неозброєним оком, з доданими з'єднувальними лініями

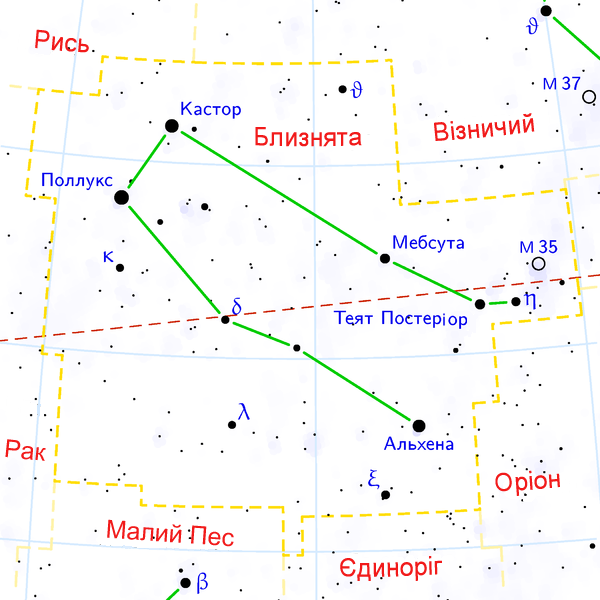
Розташування зір у сузір'ї Близнят

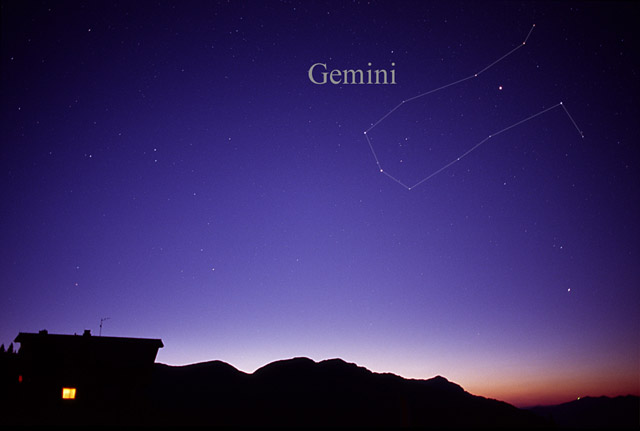
Сузір'я Близнят, яким його можна побачити неозброєним оком, з доданими з'єднувальними лініями

2. Кастор (α Близнят) — це змінна зоря головної послідовності спектрального класу A1. З видимою величиною 1.98, Кастор є однією з яскравих зір на небі, займаючи 46-у позицію за яскравістю серед усіх зір. Це робить його легко впізнаваним навіть неозброєним оком, особливо в місцях з темним небом, де він виглядає досить яскраво. У районах з високим рівнем світлового забруднення Кастор також має бути помітним, що робить його чудовим орієнтиром для астрономічних спостережень[16].
3. Альхена (γ Близнят) — третя за яскравістю зоря в сузір'ї Близнят. Вона має видиму величину 1.9, що робить її легко видимою неозброєним оком навіть в міських районах. Згідно з вимірюваннями паралакса за допомогою супутника Гіппаркос, Альхена розташована на відстані приблизно 109 світлових років (33 парсеки) від Сонця[17].
4. Васат, HD56986 (δ Близнят) — подвійна зоря, що має видиму зоряну величину в смузі V приблизно 3,5, є однією з найближчих подвійних систем до нашої планетарної системи, розташованою на відстані близько 58,8 світлових років від Сонця. Така система може включати дві зорі, які обертаються навколо спільного центру мас. Її яскравість і відносна близькість роблять її цікавою для спостережень, і такі подвійні зоряні системи часто використовуються для вивчення характеристик зір і їхніх орбітальних рухів[18].
5. Мебсута (ε Близнят) — зоря в сузір'ї Близнят, розташованя на витягнутій правій "нозі" Кастора. З видимою величиною +3.06, вона є однією з яскравіших зір у цьому сузір'ї, що робить її помітною на нічному небі. Відстань складає 860 світлових років (або 260 парсек), що дозволяє їй перебувати на значній відстані від Землі, але при цьому вона все одно залишається однією з найбільш помітних зір у своєму сузір'ї[19][20].
6. Мекбуда (ζ Близнят) — яскрава цефеїда та змінна зоря, розташована на південь від сузір'я, на лівій "нозі" Поллукса. Вона пульсує, змінюючи свою яскравість у регулярні проміжки часу. Цей тип зір є важливим в астрономії, оскільки їх пульсація дозволяє використовувати їх як прилади для вимірювання космічних відстаней. Зоря розташована на відстані близько 1200 світлових років від Сонця, що робить її відносно близькою до нас[21].
7. Теят Пріор, Пропус (η Близнят) — це червоний гігант, який є основним об'єктом потрійної зоряної системи. Зоря знаходиться на відстані близько 700 світлових років від Землі і є шостою за яскравістю зорею в цьому сузір'ї. Її видима величина коливається від 3,15 до 3,90, що вказує на змінну яскравість. Пропус розташовується на "стопі" Кастора[22].
8. Теят Постеріор (μ Близнят) — це зоря, яку можна побачити з усіх континентів, крім Антарктиди. Вона знаходиться на відстані приблизно 230 світлових років від Сонця (71 парсек), згідно з вимірюваннями паралакса, отриманими під час місії Гіппаркаса. Теят Постеріор розташована поруч з екліптикою, тому її інколи можна спостерігати під час місячних затемнень, коли Місяць приховує її на деякий час[17][23].
9. HD50635 (38 Близнят) — це подвійна зоряна система, що відома під позначенням Баєра як "e  Близнят", а за Флемстидом — як 38 Близнят. Цю систему можна побачити неозброєним оком як слабку білувату точку світла з видимою зоряною величиною 4.71. Основна зоря має зоряну величину 4.75, а супутня — 7.80. Система знаходиться на відстані близько 98 світлових років від Сонця, згідно з вимірюваннями паралакса, і віддаляється з радіальною швидкістю +16 км/с[24].

## Туманності

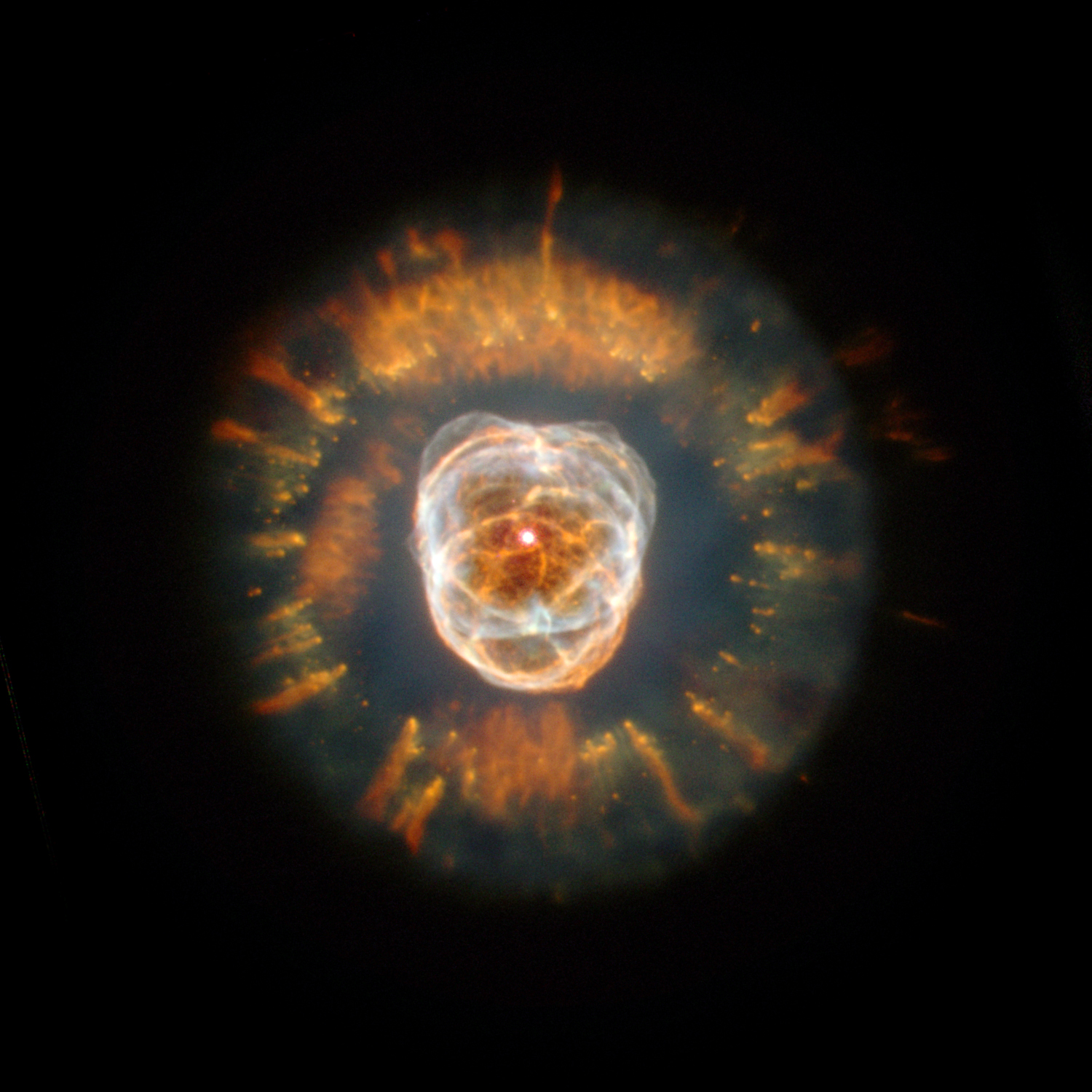
Туманність Ескімос, знімок з телескопа "Габбл" 1999 рік

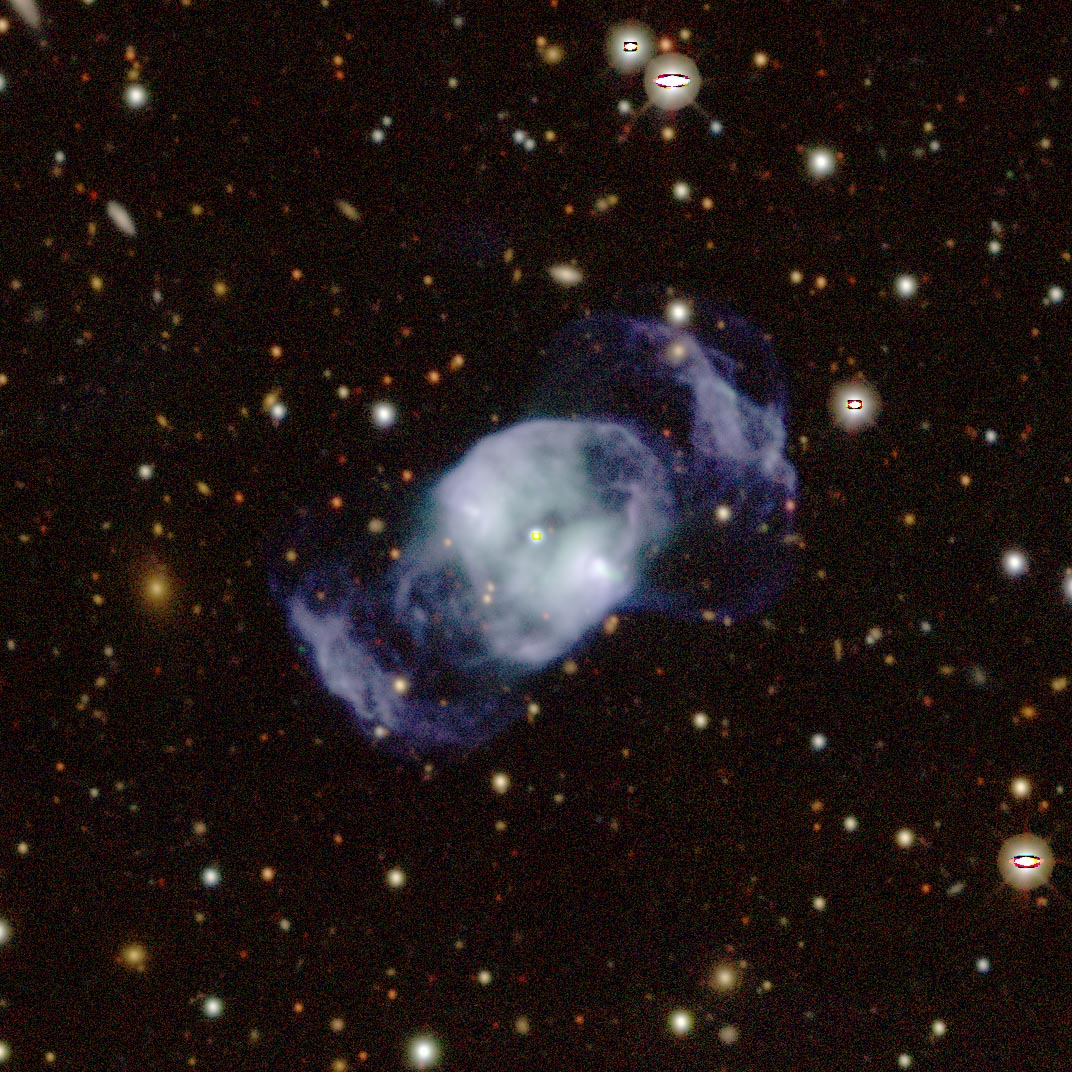
Туманність NGC 2371

- Туманність Медуза — це планетарна туманність, розташована в сузір'ї Близнят. Спочатку Туманність Медуза вважалася залишком наднової, і це припущення зберігалося протягом кількох десятків років після її відкриття. Однак американський астроном Джордж Ейбелл виявив, що це планетарна туманність, у 1955 році під час огляду планетарних туманностей. Туманність Медуза розташована в сузір'ї Близнят, поблизу кордону з сузір'ям Малий Пес. Туманність має видиму зоряну величину 10.3, однак ця яскравість є оманливою. Її діаметр становить 10′, що означає, що її поверхнева яскравість досить низька[25][26].
- Туманність Ескімос (NGC 2392) — біполярною подвійною планетарною туманністю. Вона була відкрита астрономом Вільямом Гершелем у 1787 році, її вік становить близько 10 000 років. Структура туманності нагадує голову людини, оточену капюшоном парки, що створює ефект "обличчя". Туманність оточена газом, що є залишками зовнішніх шарів зорі, схожої на Сонце. Центральна зоря класу О викидає потужний потік частинок, який утворює внутрішні нитки, що можна спостерігати в її середині. Зовнішній диск туманності містить незвичайні нитки, що тягнуться на кілька світлових років, додаючи туманності її унікальний вигляд[27].
- IC 443, також відома як Шарплес 248 (Sh2-248) — галактичний залишком наднової (SNR) в сузір'ї Близнят, що розташована поблизу зорі Теят Пріор. Відстань до цієї туманності від Землі становить приблизно 5000 світлових років. Цей об'єкт, ймовірно, є залишками наднової, що вибухнула від 3000 до 30 000 років тому. Вибух цієї зорі породив нейтронну зорю CXOU J061705.3+222127, яка є колапсованим залишком зоряного ядра. IC 443 є одним із найбільш досліджених прикладів взаємодії залишків наднової з навколишніми молекулярними хмарами, що робить її важливим об'єктом для астрономічних спостережень і вивчень[28].
- NGC 2371-2 — це подвійна планетарна туманність, що знаходиться в сузір'ї Близнят. Вона виглядає так, ніби складається з двох окремих об'єктів, через що астроном Джон Людвіг Еміль Дреєр у своєму Новому загальному каталозі присвоїв їй два окремі номери: NGC 2371 та NGC 2372. Інколи її також називають "двосторонньою бульбашкою" через характерну форму. Центральна зоря цієї планетарної туманності має спектральний тип WO1, що вказує на наявність спектра, подібного до спектра зіро Вольфа-Райє. Ці зорі відомі своєю високою температурою та збагаченням киснем, що свідчить про їхній зрілий етап розвитку, коли зорі викидають зовнішні оболонки, утворюючи туманність навколо себе[29][30][31].

## Зоряні скупчення
Мессьє 35 (NGC 2168, М35) — велике розсіяне зоряне скупчення з зоряною величиною 5, яке було відкрито швейцарським астрономом Жан Філіпом де Шезо в 1745 році. Скупчення займає площу близько 0,2 квадратних градуса, що відповідає розміру повного Місяця. Завдяки високій зоряній величині, M35 можна побачити неозброєним оком в умовах темного неба, а при більш яскравому небі його можна розглянути через бінокль. Скупчення містить близько 200 зір, які розташовані ланцюгами, що простягаються через усе скупчення. M35 знаходиться на відстані приблизно 2800 світлових років від Землі.
Інше цікаве відкрите скупчення в сузір'ї Близнят — це NGC 2158. Воно є дуже багатим на зорі, видиме через великі аматорські телескопи і знаходиться на відстані більше 12 000 світлових років від Землі. Відкривачем цього об'єкта є Фрідріх Вільгельм Гершель, який уперше спостерігав за об'єктом 16 листопада 1784.

## Галактики

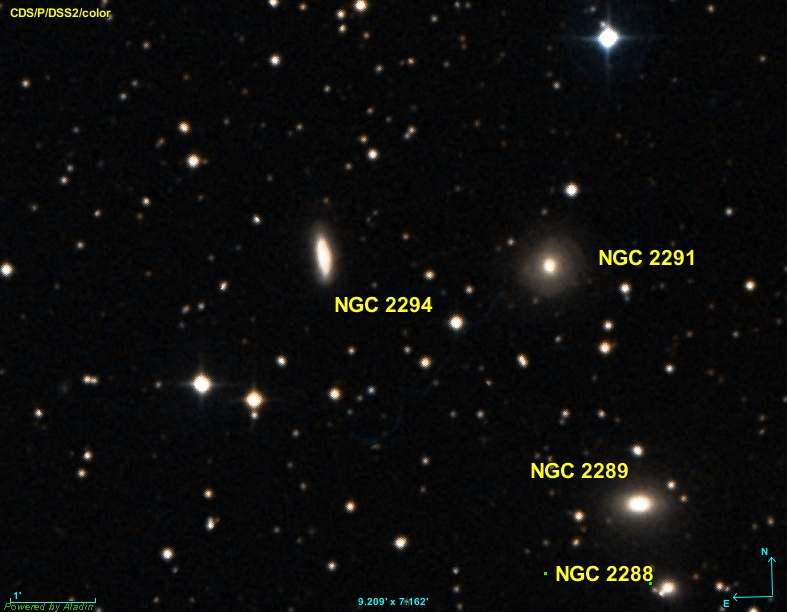
На фото зображено галактики NGC 2291 та NGC 2294

- NGC 2291 — це лінзоподібна галактика, що розташована в сузір'ї Близнят. Вона знаходиться на півночі від небесного екватора, що робить її легше спостережуваною з північної півкулі. Її видима величина складає 15.3, що означає, що для її спостереження необхідний телескоп з апертурою 20 дюймів (500 мм) або більше[35][36].
- NGC 2294 — це еліптична галактика, розташована на півночі від небесного екватора. Видима величина дорівнює 15[36].
- NGC 2357 — це спіральна галактика, що знаходиться в сузір'ї Близнят. Вона була відкрита астрономом Едуаром Стефаном 6 лютого 1885 року. У лютому 2010 року в галактиці була зафіксована наднова типу II-P (SN 2010bj), а в травні 2015 року — наднова типу Ia (SN 2015I)[37][38].

## Виноска
1. ↑  Зрідка доводиться зустрічати назву «Близнюки». Наприклад, така назва 1 раз згадана у шкільному підручнику Сиротюка й Мирошніченка[1], а Одеський астрономічний календар 2024 року окрім багатьох згадок «Близнят» все-таки двічі використовує назву «Близнюки»[2]. Втім назву «Близнята» використовує переважна більшість україномовних астрономічних джерел. Це єдиний варіант назви, рекомендований Астрономічним енциклопедичним словником[3], його використовують університетські підручники Андрієвського та ін.[4], Захожая й Захожай[5], шкільний підручник Пришляка й Кравцової[6], Астрономічний календар ГАО[7].